# Mike Whitlow
Michael William ("Mike") Whitlow (Northwich, 13 januari 1968) is een Engels voormalig betaald voetballer die van 1987 tot 2007 als verdediger speelde voor onder meer Leeds United en Leicester City. In 1997 won hij de League Cup met Leicester.  

## Biografie
Whitlow werd voornamelijk ingezet als vleugelverdediger, bij voorkeur op links. In eerste instantie was hij evenwel een voorstopper (centrale verdediger). Whitlow speelde vier seizoenen voor Leeds United. In 1992 werd de club landskampioen onder leiding van coach Howard Wilkinson, maar Whitlow verliet de club op 27 maart 1992. Hij speelde iets minder dan 100 wedstrijden voor Leeds, maar was op geen enkel moment eerste keus (daarom verliet hij uiteindelijk de club). Een vaste waarde werd Whitlow pas nadat hij zich tijdens Leeds' kampioenenjaar aansloot bij Leicester City. Leicester City was in de jaren 90 actief in de Premier League. In april 1997 won Whitlow er de League Cup, door in de finale Middlesbrough te verslaan over twee duels. Steve Claridge maakte het beslissende doelpunt. Whitlow speelde naast clublegende Steve Walsh centraal in de defensie. In september 1997, enkele maanden na de winst van de League Cup, tekende Whitlow voor het gepromoveerde (en in 1998 weer gedegradeerde) Bolton Wanderers, dat £ 500.000 ,- voor hem betaalde aan Leicester City. Hij speelde 163 wedstrijden in alle competities voor Bolton Wanderers, waarmee hij drie seizoenen in de Premier League speelde (de club keerde terug op het hoogste niveau in mei 2001). In 2003 kreeg Whitlow na 6 jaar het nieuws dat hij mocht vertrekken.
Whitlow speelde nadien nog voor Sheffield United (2003-2004) en Notts County (2004-2007). Hij stopte met voetballen op 39-jarige leeftijd. 

## Erelijst
Leeds United AFC
- Football League Second Division

1990
 Leicester City FC
- League Cup

1997